# لانستون، کورن‌وال
لانستون (به انگلیسی: Launceston) یک شهرک و محله مدنی در بریتانیا است که در Cornwall واقع شده‌است. لانستون ۹٬۲۱۶ نفر جمعیت دارد.